# Tiarophora
Tiarophora, monotipski rod crvenih algi nesigurnog položaja unutar razreda Florideophyceae. Jedina vrsta je morska alga T. australis (tipski lokalitet je Port Phillip Heads Victoria), Australija

## Vanjske poveznice
- Till algernes systematik

|  | Zajednički poslužitelj ima još gradiva o temi Tiarophora |
|  | Wikivrste imaju podatke o taksonu Tiarophora             |